# Pfarrkirche Hohenruppersdorf

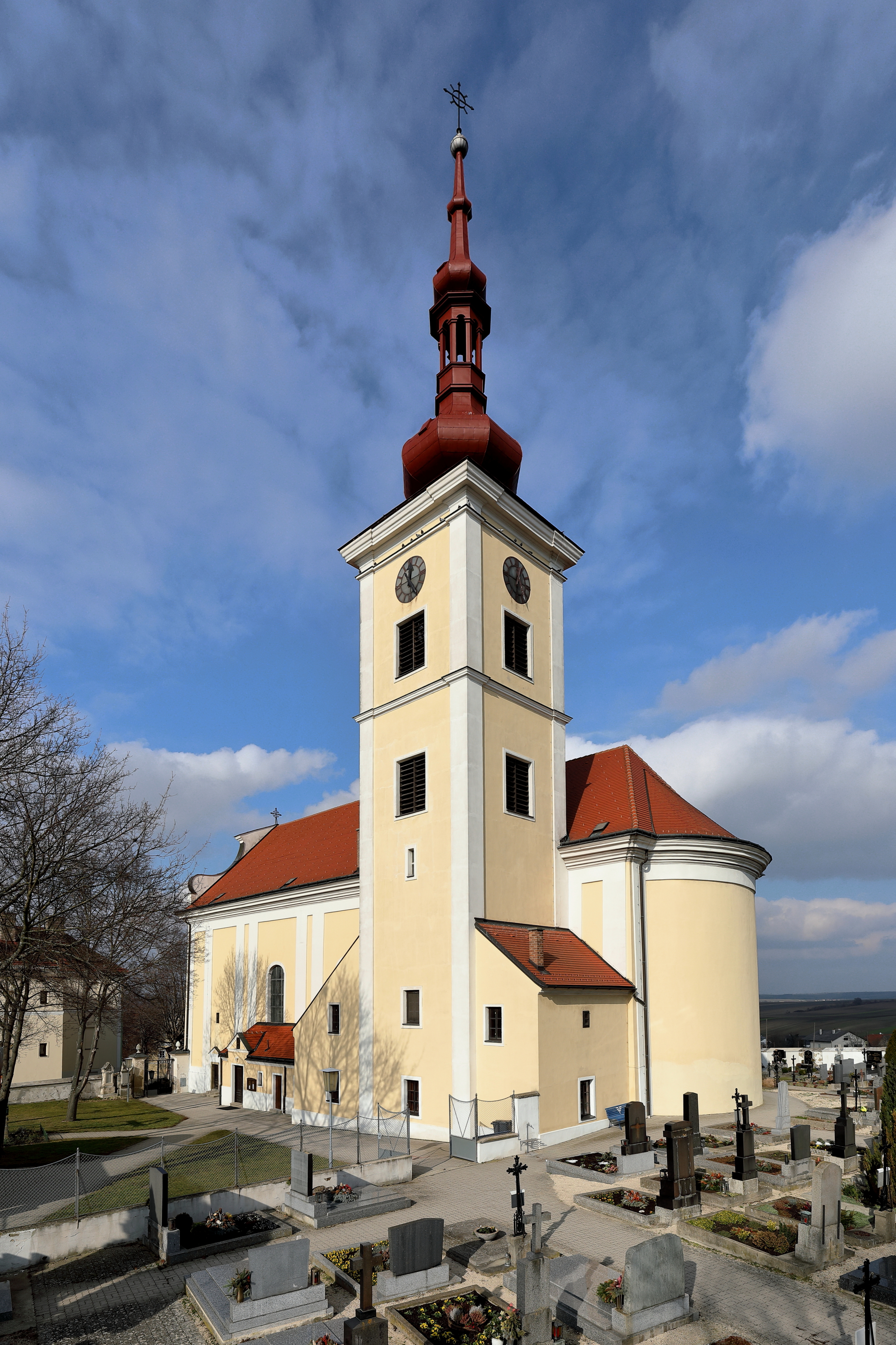
Katholische Pfarrkirche Heiliges Kreuz in Hohenruppersdorf

Die Pfarrkirche Hohenruppersdorf steht weithin sichtbar am östlichen Ende des Marktplatzes in der Marktgemeinde Hohenruppersdorf im Bezirk Gänserndorf in Niederösterreich. Die dem Patrozinium Heiliges Kreuz unterstellte römisch-katholische Pfarrkirche gehört zum Dekanat Mistelbach-Pirawarth im Vikariat Unter dem Manhartsberg der Erzdiözese Wien. Die Kirche steht unter Denkmalschutz (Listeneintrag).

## Geschichte
Hohenruppersdorf war um 1330 ein Vikariat, das im Jahre 1347 unter dem Patrozinium der heiligen Radegundis zur Pfarre erhoben wurde und der Kartause Mauerbach inkorporiert war. Um 1513 standen auf dem von Mauern umgebenen Kirchenplatz neben einer Allerheiligenkapelle eine romanische und eine gotische Kirche.
Nach der Aufhebung der Kartause Mauerbach durch Kaiser Joseph II. im Zuge der Josephinischen Reformen kam die Pfarre 1782 unter die Patronanz des Religionsfonds. Ein bedeutender Geldbetrag, der nach der Auflösung des Benefiziums „Omnium Sanctorum“ vorhanden war, wurde zum Bau der heutigen Kirche verwendet. Anstelle der gotischen Kirche und der Allerheiligenkapelle auf dem Kirchenplatz wurde in den Jahren 1788 bis 1790 die weithin sichtbare spätbarocke Pfarrkirche mit mächtigem Südturm erbaut und dem Heiligen Kreuz geweiht. Die romanische Kirche wurde bis zum Gewölbe abgetragen und als Karner genutzt. Der im Kern mittelalterliche Kirchturm wurde barockisiert und nach einem Einsturz 1880 und nach Kriegsschäden nach dem Zweiten Weltkrieg im Jahre 1951 wiedererrichtet.

## Architektur
Das langgestreckte Langhaus hat Segmentbogenfenster und ist durch Doppellisenen gegliedert. An das Langhaus schließt im Osten der leicht eingezogene Chor mit flachrunder Apsis an. Die schlichte Westfront zeigt Doppellisenen und Figurennischen und darüber einen flachen Volutengiebel, das Steinportal hat eine gesprengte Verdachung. Der dreigeschoßige Südturm als ehemaliger Wehrturm mit einem mittelalterlichen Mauerkern im Erdgeschoß aus dem 14. Jahrhundert hat Rechteckfenster und trägt einen barockisierenden Zwiebelhelm. Südseitig beidseits des Turmes befinden sich schmale jüngere Anbauten.
Das Kircheninnere zeigt ein dreijochiges Langhaus unter Platzlgewölben zwischen Doppelgurten auf kräftigen Wandpfeilern mit Doppelpilastern und Gesimsstücken, zum schmäleren Triumphbogen hin zeigen sich einschwingende Raumecken. Im schmäleren Emporenenjoch befindet sich eine dreiteilige Orgelempore auf toskanischen Säulen. Der einjochige platzlunterwölbte Chor hat eine querovale Pendentifkuppel zwischen Gurten. Die südliche Sakristei ist das Turmerdgeschoß mit einem Oratorium im Obergeschoß.
Die Fresken schufen 1952 Paul Reckendorfer und Ludwig Franta. Die ornamentalen Glasmalereien mit Darstellungen von Heiligen entstanden im Anfang des 20. Jahrhunderts.
Nördlich der Kirche steht der ehemalige Karner, ursprünglich der hl. Radegundis geweiht. 1508 gestiftet ist noch ein Gruftraum erhalten. Der Karner unter einem Tonnengewölbe mit Stichkappen schließt mit einem Fünfachtelschluss.

## Ausstattung
Der mächtige Hochaltar als klassizistischer Säulenaltar aus 1790 zeigt das Altarblatt Christus am Kreuz von Paul Haubenstricker 1790, der Auszug zeigt das Auge Gottes und Engel mit den Leidenswerkzeugen. Der frei stehende Tabernakel zeigt adorierende Engel und einen Elfenbeinkruzifix und seitlich die Statuen der Heiligen Karl Borromäus und Elisabeth von Thüringen aus dem dritten Viertel des 18. Jahrhunderts.
Die schlichten Seitenaltäre entstanden im Ende des 18. Jahrhunderts, sie zeigen links das Altarblatt Anbetung der Könige und rechts das Altarblatt hl. Radegundis, beide gemalt von Johann Maydinger 1790, sie zeigen links im Sockelbereich die Fußwaschung und rechts das Abendmahl. Die bemerkenswerte Kanzel aus der Mitte des 18. Jahrhunderts zeigt am Korb Figuren der Vier Evangelisten und auf dem Schalldeckel die Figuren der Vier Kirchenväter und Christus Salvator.
Ein bemerkenswertes Sandsteinrelief der Sierndorfer Werkstatt nahestehend diente ehemals einem Seitenaltar in der Radegundiskapelle. Die Steinfigur Ecce homo mit Pontius Pilatus aus dem 18. Jahrhundert wurde von einem ehemaligen Bildstock hierher übertragen.
Die spätbarocke Orgel mit einem Brüstungspositiv von Johann Bohack 1804 erhielt 1964 ein Werk von Orgelbau Walcker-Mayer. Eine Tuba baute Nikodemus Pechert in der Mitte des 19. Jahrhunderts. Ein Paukenpaar entstand in der Mitte des 18. Jahrhunderts.